# 毛花早开堇菜
毛花早开堇菜（学名：Viola prionantha var. trichantha）是堇菜科堇菜属早开堇菜的变种。分布在中国大陆的河北等地，一般生于宅旁向阳处或路边草地，目前尚未由人工引种栽培。